# Космос-1940
Космос-1940 је један од преко 2400 совјетских вјештачких сателита лансираних у оквиру програма Космос.
Космос-1940 је лансиран са космодрома Тјуратам, Бајконур, СССР, 26. априла 1988. Ракета-носач Протон-К је поставила сателит у орбиту око планете Земље. 